# Michèle Arnaud
Michèle Arnaud, nacida como Micheline Caré (Tolón; 18 de marzo de 1919 – Maisons-Laffitte, Yvelines; 30 de marzo de 1998), fue una cantante, productora y directora francesa. 
Fue madre del cantante Dominique Walter y de la fotógrafa Florence Gruère. Recibió la Legión de Honor y la Orden de las Artes y Letras.

## Biografía
Después de completar su educación primaria en Cherburgo fue a París, donde recibió un curso en la «Ecole Libre des Sciences Politiques». Ella superó dos grados de Filosofía. A la par de sus estudios, Michèle frecuentaba en clubs de cabaret como «Le Tabou» y «La Rose Rouge». 
Su carrera musical estuvo activa de 1952 a 1978, estando ligada la mayor parte de ese tiempo a la discográfica EMI
Fue enterrada el 18 de septiembre de 1998 en el cementerio de Montparnasse. 

### Festival de Eurovisión
En 1956, Michèle representó a Luxemburgo en el Festival de la Canción de Eurovisión 1956. Según las reglas de la época, cada país debía enviar dos canciones, ya fueran cantadas por el mismo artista o cada una por un artista diferentes. Luxemburgo decidió enviar a Michèle con dos temas, (Suiza escogió el mismo sistema, enviando a Lys Assia, que ganaría el Festival). Uno de los temas fue «Les amants de minuit» y el otro «Ne crois pas», el primero una balada y el segundo una canción algo más animada. Ambos temas fueron interpretados en francés. A pesar de haber interpretado dos temas, no fue capaz de alzarse con la victoria.